# Zaim Topčić
Zaim Topčić (28. února 1920 Glamoč, Království Srbů, Chorvatů a Slovinců – 15. července 1990 Sarajevo, SFRJ) byl bosenskohercegovský spisovatel.

## Biografie
V Sarajevu dokončil obchodní akademii, poté vystudoval Ekonomickou fakultu Univerzity v Bělehradě.
V létě 1941 se připojil ke komunistickým partyzánům. Roku 1943 byl jako nepřítel ustašovského režimu zatčen a odvezen do koncentračního tábora Jasenovac. Před jistou smrtí jej zachránila výměna zajatců roku 1943. Po osvobození pracoval v sarajevském rozhlasu.
Dvakrát (1958 a 1962) získal výroční literární cenu Sdružení spisovatelů Bosny a Hercegoviny (Udruženje književnika Bosne i Hercegovine).
Zaim se oženil s Nailou Selimić, s níž měl syna Zlatka (*1955) a dceru Vesnu.

## Dílo
- Nad bezdanom (Nad propastí, Sarajevo 1952), novela
- U susret danu (Vstříc novému dni, Sarajevo 1955), novela
- Panorama našeg vremena: expo 58 (Sarajevo 1958), esej
- Grumen sunca (Hrudka slunce, Beograd 1958, Sarajevo 1965), román, pak součást edice Savremena književnost naroda i narodnosti BiH u 50 knjiga, tři díla v jedné knize: Grumen sunca / Zaim Topčić; Pripovijetke / Emilija Stijačić; More tišine / Nenad Ešpek, Sarajevo 1984–1985
- Crni snjegovi (Černé sněhy, Sarajevo 1962), román, makedonsky: Crni snegovi (Skopje 1965)
- More među jablanima (Moře mezi topoly, Zagreb 1966), román
- Zemlja heretika (Země heretiků, Sarajevo 1972), román
- Dobijeni svijet (Získaný svět, Sarajevo 1979), román
- Ljudolovka Jasenovac (Past na lidi Jasenovac, Sarajevo 1985), román
- Valter, Matoš (Sarajevo 1991), román